# Filosofía oriental
La filosofía oriental o filosofía asiática incluye las diversas filosofías de Asia del Sur y Asia Oriental, incluida la filosofía china, la filosofía india, la filosofía budista (dominante en el Tíbet, Bhután, Sri Lanka y el Sudeste Asiático), la filosofía coreana y la filosofía japonesa.
La categoría de «filosofía oriental» o «filosofía asiática» es un producto de la academia occidental del siglo XIX y no existía en Asia Oriental ni en la India. Esto se debe a que en Asia no existe una sola tradición filosófica unificada con una sola raíz, sino varias tradiciones autóctonas que a veces han estado en contacto. Arthur Schopenhauer fue uno de los primeros pensadores de la filosofía occidental en compartir y afirmar principios importantes de la filosofía oriental, como el ascetismo y la apariencia del mundo.

## Persia
La filosofía persa o filosofía iraní se remonta a tiempos  de tradiciones filosóficas y pensamientos que se originaron en la antigua persia con raíces indo-iraníes y fueron influenciadas considerablemente por las enseñanzas de Zoroastro. La cronología de la materia y de la ciencia de la filosofía comienza con los indo-iraníes, que datan este evento a 1500 a. C. La filosofía de Zaratustra ingresó a influir la tradición occidental a través del Judaísmo, y por lo tanto en el platonismo medio.

## India
La filosofía india es un vasto conjunto de doctrinas religiosas e irreligiosas que han surgido en el subcontinente indio a lo largo de milenios.
Estas corrientes no forman una tradición unificada, sino que representan un mosaico diverso de ideas, enfoques y sistemas de pensamiento.
El término «filosofía india» ―como la «filosofía oriental» (de toda Asia), abarca doctrinas, visiones del mundo y enseñanzas religiosas y no religiosas.
Hablar de «filosofía india» como un todo homogéneo es un error conceptual.
En sánscrito (antiguo idioma de la India), las doctrinas se llaman dárshana (darśana: ‘doctrina, visión doctrinal, sistema filosófico, mostrar, ver, mirar, saber, exhibir, enseñar, percibir, inspeccionar, examinar, visitar, experimentar, contemplar, juzgar, discernir, comprender’)
Según el téxto épico-mitológico Majabárata (12, 11045), escrito en el III a. C., las tradiciones de la antigua India se clasifican de dos maneras:
- astika (‘[Dios] existe’, en sánscrito; siendo asti ‘estar’ o ‘existir’) y
- nastika (‘[Dios] no existe’).</ref>

Esa división depende de si las doctrinas aceptan la autoridad del texto épico-mitológico Rig-veda (compuesto a mediados del III milenio a. C.) y si aceptan la doctrina del Brahman (divinidad impersonal hinduista) y la existencia del atma (‘alma’).
Existen seis sistemas ortodoxos (shad-dárshana: ‘seis doctrinas’):
- sankia (de Kapila
- yoga,
- niaia (de Gotama),
- vaisesika (de Kanāda),
- mimamsa (de Yaimini) y
- vedanta (de Badaraiana).[16]

Las escuelas heterodoxas más comunes son
- lokaiata (ateísmo, materialismo, enseñado por Charvaka en algún momento del I milenio a. C.)
- yainismo (desde el VI a. C.)
- budismo (desde el IV a. C.)
- agñana
- ayívika.

Algunos de los primeros textos filosófico-religiosos son los Upanishads, que se compusieron en el período posvédico (siglos VII a I a. C.
Los conceptos religiosos indios más importantes incluyen
- dharma (deber religioso),
- karma (reacción mágica a cada acto virtuoso o pecaminoso),
- samsara (reencarnación),
- moksha (liberación del alma del ciclo de reencarnaciones) y
- ajimsa (no violencia: vegetarianismo).

Los pensadores indios desarrollaron un sistema de razonamiento seudoepistemológico (pramana) viciado por la creencia en la autoridad inapelable del Rig-veda y otros textos hinduistas posteriores como fuente última de conocimiento.
Bajo esta lupa míticorreligiosa, investigaron temas como
la metafísica,
la ética,
la hermenéutica y
la soteriología.
La filosofía india también cubrió temas como la filosofía política ―como se ve en el Arta-sastra (del siglo III a. C.)―
Las seis escuelas ortodoxas comunes surgieron en los últimos siglos del I milenio a. C. y el período gupta (IV).
Estas escuelas hindúes desarrollaron lo que se ha llamado la «síntesis hindú» fusionando elementos brahmánicos y elementos heterodoxos del budismo y el yainismo.
El pensamiento hindú también se extendió hacia el este llegando al imperio indonesio Srivijaya y el Imperio jemer camboyano. Estas tradiciones se agruparon más tarde bajo el nombre Hinduismo. El Hinduismo con sus diferentes denominaciones es la religión dominante en Asia del Sur. Así, el hinduismo es una categorización de distintos puntos de vista intelectuales o filosóficos, más que un conjunto de creencias rígidas,
y con cerca de mil millones de seguidores es la tercera religión más grande del mundo, después del cristianismo y el islam.
Desarrollos posteriores incluyen el desarrollo del Tantra y las influencias islámicas. El budismo desapareció en su mayoría de la India después de la conquista musulmana en el subcontinente indio, sobreviviendo en las regiones del Himalaya y el sur de la India.
El período moderno temprano vio el florecimiento de Navya-Nyāya (la «nueva razón») bajo filósofos como Raghunatha Siromani (circa 1460-1540) que fundó la tradición, Jayarama Pancanana, Mahadeva Punatamakara y Yashovijaya (quien formuló una respuesta yaina).
En la historia de la filosofía india se pueden distinguir tres grandes períodos. El primer período es el del vedismo, que transcurrió aproximadamente desde el siglo XV a. C. hasta el siglo VIII a. C. Durante este primer período se desarrollaron los primeros textos védicos, en particular el Rig vedá, el Sama vedá, el Iáyur vedá y el Átharva vedá, así como el sistema de castas. El segundo período es aquel del brahmanismo, aproximadamente desde el siglo VIII a. C. hasta el siglo V a. C. En este período se incorporaron los Upanishads al conjunto de textos sagrados. Y el tercer período es el del hinduismo propiamente, que comienza aproximadamente en el siglo V a. C. y aún continúa.

## China
La filosofía china es la descripción de la filosofía oriental que comprende la suma de escuelas filosóficas creadas en China. Tiene una historia de varios miles de años y su inicio se suele establecer en el siglo XII a. C. con la escritura del I Ching (El libro de los cambios), un compendio antiguo sobre adivinación que introdujo alguno de los términos fundamentales de la filosofía china. Sin embargo, la tradición oral se remonta a épocas neolíticas.
La historia de la filosofía china se puede dividir en cuatro períodos. El primero vio venir las primeras doctrinas de la dinastía Shang acerca de lo cíclico, así como el I Ching (el Libro de los cambios). El segundo período es el de la filosofía china clásica, conocido por la variedad y cantidad de escuelas que se formaron. Entre ellas destacaron el confucianismo, el taoísmo, el moísmo, el legalismo y la Escuela de los Nombres. El tercer período comenzó cuando la dinastía Qin adoptó como filosofía oficial el legismo, persiguiendo además a los confucianistas y moistas. Luego la dinastía Han impuso al confucianismo y taoísmo como doctrinas oficiales, y su influencia continuaría hasta el siglo XX. El último período, el de la modernidad, se caracteriza por la importación e incorporación de la filosofía occidental.
Durante la dinastía Zhou occidental y los siguientes períodos después de su caída, florecieron las cien escuelas del pensamiento (siglo VI a. C. a 221 a. C.). Este período se caracterizó por importantes desarrollos intelectuales y culturales y vio el surgimiento de las principales escuelas filosóficas de China: el confucianismo, el legalismo y el taoísmo, así como numerosas otras escuelas menos influyentes. Estas tradiciones filosóficas desarrollaron teorías metafísicas, políticas y éticas como Tao, Yin y yang, Ren y Li que, junto con el budismo chino, influyeron directamente en la filosofía coreana, la filosofía vietnamita y la filosofía japonesa (que también incluye la tradición sintoísta nativa). El budismo comenzó a llegar a China durante la dinastía Han (206 a. C.-220 d. C.) a través de una transmisión gradual a través de la Ruta de la Seda, y mediante influencias nativas desarrollaron distintas formas chinas (como Zen) que se extendieron por toda la esfera cultural de Asia Oriental. Durante las dinastías chinas posteriores, como la dinastía Ming (1368-1644), así como en la dinastía coreana de Joseon (1392-1897), un renacimiento del neoconfucianismo dirigido por pensadores como Wang Yangming (1472-1529) se convirtió en la escuela de pensamiento dominante, y fue promovido por el estado imperial.

## Japón
La filosofía japonesa es la descripción de la filosofía oriental que se origina a partir del desarrollo cultural de Japón, a través del proceso religioso e histórico que surgió del pensamiento chino, manteniéndose hasta el período Heian, del cual se inicia el pensamiento japonés y al igual que el primero, se orienta a los asuntos de sabiduría práctica.

## Budismo
La filosofía budista es la descripción de la filosofía oriental que comprende la suma de las investigaciones filosóficas de las varias escuelas budistas. La principal preocupación del budismo siempre fue la liberación del sufrimiento (nirvana) y el camino hacia esa liberación, que consiste en acción ética (sīla), meditación y sabiduría (prajña, saber «las cosas como realmente son», sct. yathābhūtaṃ viditvā). Los budistas indios buscaron esta comprensión no solo a partir de las enseñanzas del Buda, sino a través del análisis filosófico y la deliberación racional. Los pensadores budistas en India y posteriormente en Asia oriental han cubierto temas filosóficos tan variados como fenomenología, ética, ontología, epistemología, lógica y filosofía del tiempo en su análisis de este camino.
El budismo temprano se basó en evidencia empírica obtenida por los órganos de los sentidos (ayatana) y el Buda parece haber mantenido una distancia escéptica de ciertas preguntas metafísicas, negándose a responderlas porque no eran conducentes a la liberación. Los puntos particulares de la filosofía budista han sido a menudo objeto de disputas entre diferentes campos filosóficos budistas. Estas disputas dieron lugar a varias escuelas llamadas Abhidharma, y a las tradiciones Mahayana de Prajnaparamita (perfección de la sabiduría), Madhyamaka (camino medio) y Yogacara (práctica de yoga).
La filosofía budista comienza con el pensamiento de Gautama Buddha (circa siglos VI y IV a. C.) y se conserva en los primeros textos budistas como las Nikayas del Canon Pali. El pensamiento budista es transregional y transcultural. Se originó en la India y luego se extendió a Asia oriental, el Tíbet, Asia central y el Sudeste Asiático, desarrollando tradiciones nuevas y sincréticas en estas diferentes regiones. Las diversas escuelas del pensamiento budistas son la tradición filosófica dominante en el Tíbet y en países del sudeste asiático como Sri Lanka y Birmania.
La principal preocupación del budismo es la soteriología, definida como la libertad desde dukkha (inquietud). Debido a que la ignorancia sobre la verdadera naturaleza de las cosas se considera una de las raíces del sufrimiento (dukkha), la filosofía budista se ocupa de la epistemología, la metafísica, la ética y la psicología. Los textos filosóficos budistas también se deben entender dentro del contexto de las prácticas meditativas que se supone que producen ciertos cambios cognitivos. Los conceptos innovadores clave incluyen las Cuatro Nobles Verdades, Anatta (no-yo) una crítica de una identidad personal fija, la transitoriedad (Anicca) de todas las cosas y un cierto escepticismo sobre las preguntas metafísicas.
Después de la muerte de Buda, varios grupos comenzaron a sistematizar sus principales enseñanzas y desarrollaron sistemas filosóficos denominados Abhidharma. Los filósofos de Mahayana como Nagarjuna y Vasubandhu desarrollaron las teorías de shunyata (vacuidad de todos los fenómenos) y «vijnapti-matra» (solo apariencia), una forma de fenomenología o idealismo trascendental. La escuela de Dignāga o escuela de pramāṇa promovió una forma de epistemología y lógica. A través del trabajo de Dharmakirti, esta tradición de lógica budista se ha convertido en el principal sistema epistemológico utilizado en la filosofía y el debate de budismo tibetano.
Según el profesor de filosofía budista Jan Westerhoff, las principales escuelas indias desde 300 a. C. hasta 1000 d. C. fueron:
- La tradición Mahāsāṃghika («Gran Comunidad»).
- Las escuelas Sthavira («Ancianos») que incluyen: Sarvāstivāda, Sautrāntika, Vibhajyavada (más tarde conocida como Theravada en Sri Lanka) y Pudgalavada.
- Las escuelas Mahayana, principalmente Madhyamaka, Yogachara, Tathāgatagarbha y Tantra.

## Islam
La filosofía islámica es filosofía surgida de la tradición islámica. Incluye el conjunto de ideas relacionadas con la vida, el universo, la ética, la sociedad y demás cuestiones fundamentales vinculadas al mundo islámico. Dos términos usados tradicionalmente en el mundo islámico son traducidos a veces como filosofía: falsafa (lit. «filosofía»), que se refiere a la filosofía en su sentido tradicional así como a la lógica, la matemática y la física,y kalama (lit. «habla»), que se refiere a una forma racionalista de teología escolástica islámica, que incluye las escuelas maturidiyah, ashariyyah y mu'tazila.
La filosofía islámica temprana tuvo inicio con Al-Kindi en el siglo II del calendario musulmán (comienzos del siglo IX d. C.)  y terminó con Ibn-Rushd (Averroes) siglo VI d. H. (finales del siglo XII d. C.), coincidiendo ampliamente con la Edad de Oro del islam. La muerte de Averroes marcó de manera efectiva el final de una disciplina particular de filosofía islámica llamada usualmente la escuela peripatética islámica, y la actividad filosófica tuvo un importante declive en países islámicos occidentales tales como la Iberia islámica y el Norte de África.
La filosofía islámica persistió por mucho más tiempo en países islámicos orientales, en particular la Persia safávida, y los imperios otomano y mogol, donde varias escuelas filosóficas siguieron floreciendo: el avicenismo, el averroísmo, el iluminacionismo, filosofía mística, teosofía trascendente, y filosofía de Isfahán. Ibn Jaldún, en su Muqaddima, hizo contribuciones importantes a la filosofía de la historia. Interés en la filosofía islámica revivió durante el movimiento al-Nahda («despertar») a finales del siglo XIX y comienzos del XX, y continúa hasta la actualidad.
La tradición islámica actual combina algunos pensamientos del neoplatonismo y del aristotelismo con otros conceptos que fueron insertados mediante el desarrollo del Islam. Ciertos filósofos de peso como el árabe al-Kindi y los persas al-Farabi y Avicena, así como Ibn Tufail y Averroes, originarios de la península ibérica, precisaron algunas interpretaciones de Aristóteles que fueron después absorbidas por los intelectuales judíos y cristianos.
La historia de la filosofía islámica contiene ejemplos significativos de otros filósofos que abordaron un gran número de cuestiones que terminaron por influenciar al escolasticismo medieval de Europa, entre ellos se encuentran Al-Ghazali y Mulla Sadra.
Los musulmanes, y en menor medida los cristianos y los judíos, contribuyeron con el folclore arábigo y se distanciaron entre sí de acuerdo a sus dogmas filosóficos más que por sus doctrinas religiosas. Cuando los pueblos árabe y bereber llegaron a la península ibérica, la literatura filosófica arábiga fue traducida a los idiomas hebreo y latín; contribuyendo al desarrollo de la filosofía europea.

## Era Moderna

### Filosofía moderna india.
En respuesta al colonialismo y su contacto con la filosofía occidental, los indios del siglo XIX desarrollaron nuevas formas de pensamiento que ahora se denominan Neo-Vedanta y el modernismo hindú. Sus ideas se centraron en la universalidad de la filosofía india (particularmente Vedanta) y la unidad de diferentes religiones. Fue durante este período que los modernistas hindúes presentaron un único «hinduismo» idealizado y unido, y ejemplificado por la filosofía de Advaita Vedanta.
También fueron influenciados por las ideas occidentales.
El primero de estos movimientos fue el del Brahmo Samaj de Ram Mohan Roy (1772-1833).
Swami Vivekananda (1863-1902) fue muy influyente en el desarrollo de los movimientos de reforma hindú y en llevar el hinduismo al Occidente.
A través del trabajo de indios como Vivekananda y occidentales como los defensores de la sociedad teosófica, el pensamiento hindú moderno también influyó en la cultura occidental.
El pensamiento político del nacionalismo hindú es también otra corriente importante en el pensamiento indio moderno. Filósofos como Mahatma Gandhi, Rabindranath Tagore, Aurobindo, Krishna Chandra Bhattacharya y Sarvepalli Radhakrishnan han tenido un gran impacto en la filosofía india moderna.

### Modernismo budista.

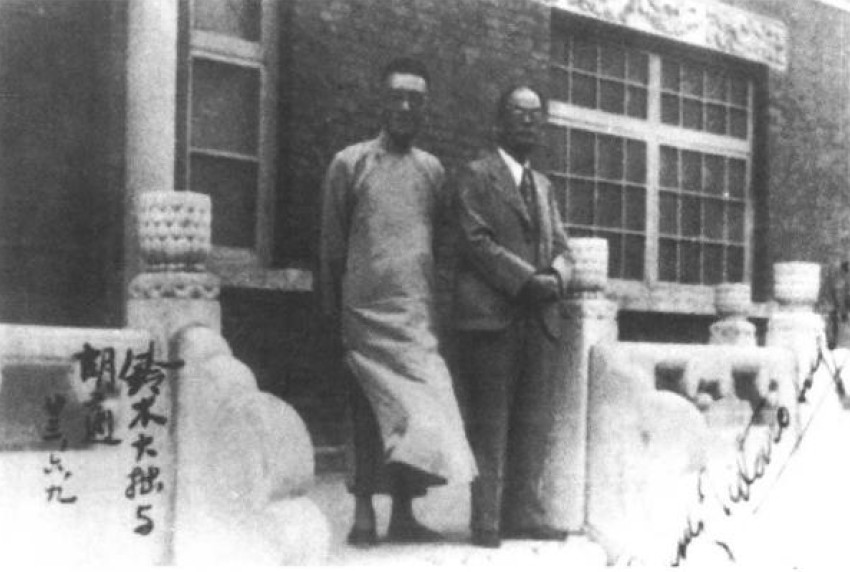
Hu Shi and DT Suzuki en China

El período moderno vio el surgimiento de movimientos llamado «modernismo budista» bajo influencias occidentales y el desarrollo de un budismo occidental con influencias de la psicología moderna y la filosofía occidental. El modernismo budista se refiere a «formas de budismo que surgieron de un compromiso con las fuerzas culturales e intelectuales dominantes de la modernidad». Exponentes importantes del modernismo budista incluyen Anagarika Dharmapala (1864-1933) y el converso estadounidense Henry Steel Olcott, los modernistas chinos Taixu (1890-1947) y Yin Shun (1906-2005), el profesor de Zen DT Suzuki y el escritor tibetano Gendün Chöphel (1903-1951).
Las fuerzas que influyeron en modernistas como Dhammapala y Yin Shun incluyeron los valores de la Ilustración y la ciencia occidental. En la India, un movimiento neo-budista fue fundado por el influyente líder Dalit B. R. Ambedkar en la década de 1950 que hizo hincapié en la reforma social y política.
El modernismo budista incluye varios movimientos como el budismo humanista, el budismo secular, el movimiento vipassana y el budismo comprometido. El budismo humanista chino o «budismo para la vida humana» (人生 佛教, pinyin: rénshēng fójiào), que debía liberarse de las creencias sobrenaturales, también ha sido una forma influyente del budismo moderno en Asia, particularmente en Taiwán.

### Pensamiento moderno japonés

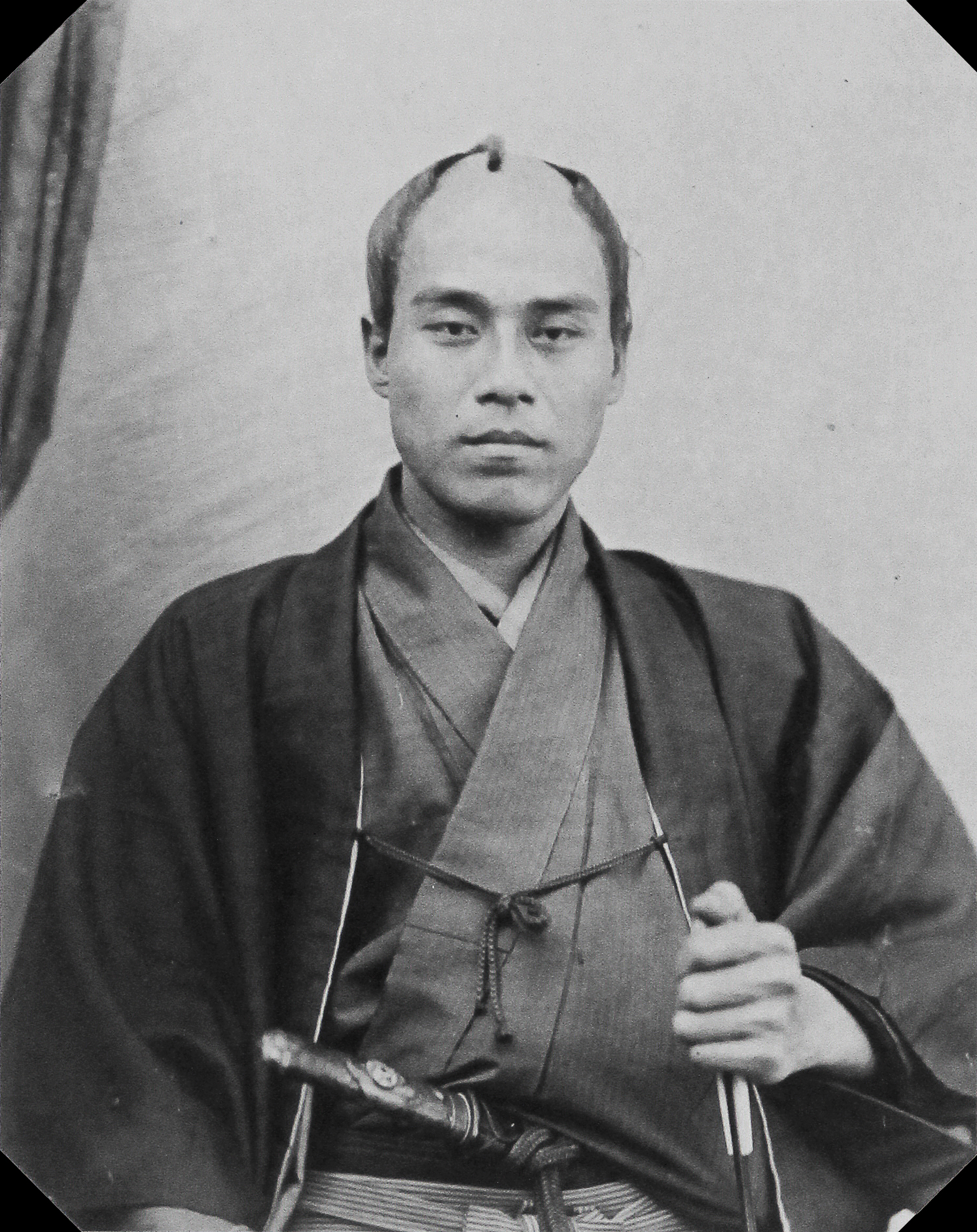
Fukuzawa Yukichi (1862) un activista japonés de los derechos civiles y pensador liberal.

El pensamiento japonés moderno está fuertemente influenciado por la ciencia y la filosofía occidentales. La rápida modernización de Japón fue parcialmente ayudada por el estudio inicial de la ciencia occidental (conocida como Rangaku) durante el Período Edo (1603 - 1868). Otro movimiento intelectual durante el período Edo fue Kokugaku (estudio nacional), que buscó centrarse en el estudio del antiguo pensamiento japonés, sus textos clásicos y cultura en contra de las culturas chinas y budistas extranjeras. Una figura clave de este movimiento es Motoori Norinaga (1730 - 1801), quien argumentó que la esencia de la literatura y cultura japonesa clásica era un sentido llamado mono no aware ("dolor en la evanescencia").
En el período Meiji (1868 - 1912), la sociedad intelectual modernista Meirokusha (Meiji 6, formada en 1874) promovió el pensamiento de la Ilustración europea. Los filósofos Meirokusha como Mori Arinori, Nishi Amane y Fukuzawa Yukichi buscaron maneras de combinar las ideas occidentales con la cultura y los valores japoneses. El período Shōwa (1926-1989) vio el surgimiento del sintoísmo estatal y el nacionalismo japonés.
La filosofía budista japonesa fue influenciada por el trabajo de la Escuela de Kioto, que se inspiró en filósofos occidentales (especialmente la filosofía alemana) y el pensamiento budista e incluyó a Kitaro Nishida, Keiji Nishitani, Hajime Tanabe y Masao Abe. La tendencia más importante en el pensamiento budista japonés después de la formación de la escuela de Kioto es el budismo crítico, que se opone a varios conceptos Mahayana como la naturaleza Budica y la iluminación original.

### Filosofía moderna china

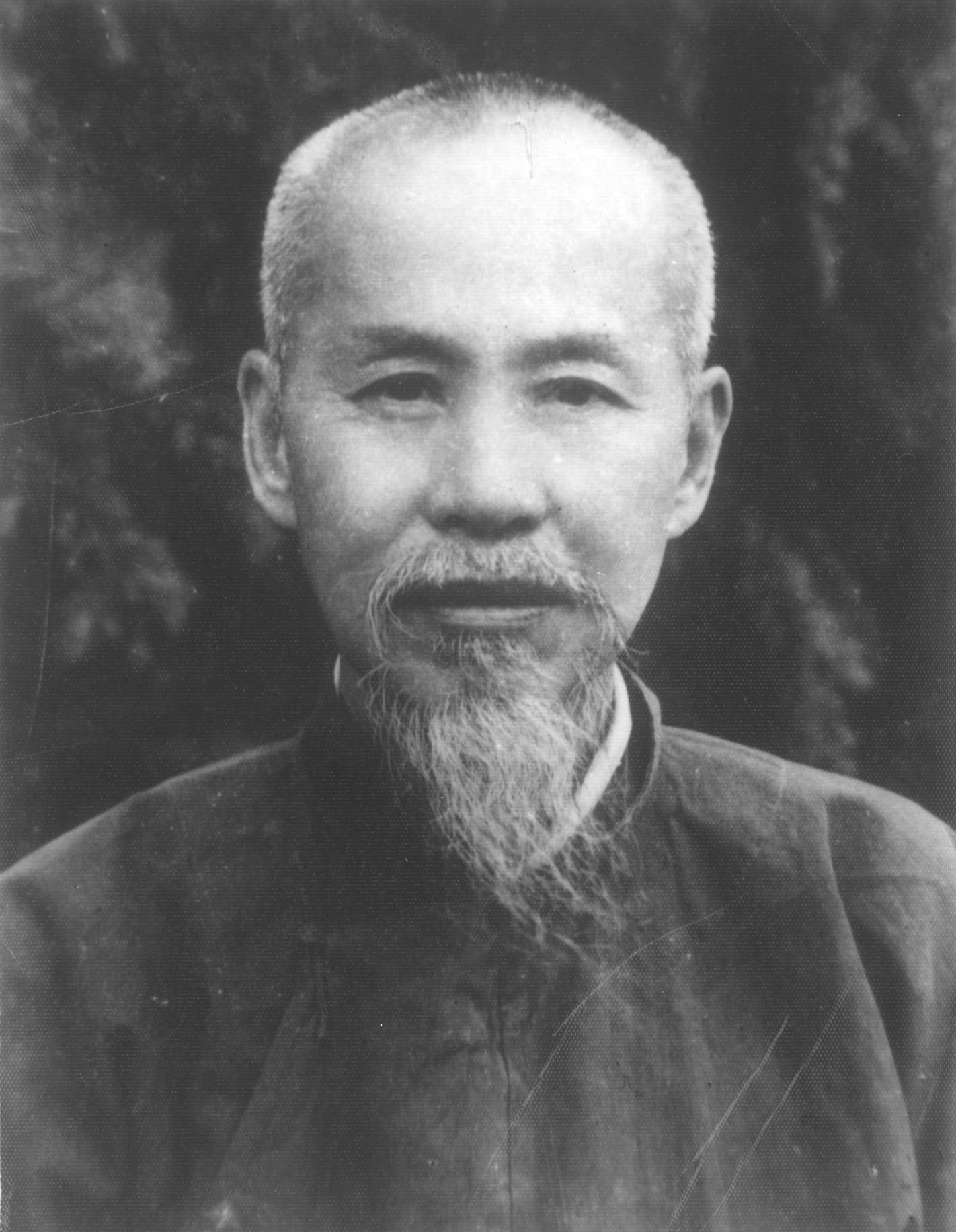
Xiong Shili (circa 1960).

Se considera que el pensamiento chino moderno está arraigado en el confucianismo clásico (Jingxue), el neo-confucianismo (Lixue), el budismo, el taoísmo y Xixue ("aprendizaje occidental", que surgió durante la dinastía Ming).
La guerra del opio de 1839-42 vio el comienzo de las invasiones y la explotación occidental y japonesa de China, lo que fue humillante para los pensadores chinos. A fines del siglo XIX y principios del XX, pensadores chinos como Zhang Zhidong observaron que el conocimiento práctico occidental era una forma de preservar la cultura tradicional china, una doctrina que se definió como «aprendizaje chino como sustancia y aprendizaje occidental como función» (Zhongti Xiyong).
Después de la revolución de Xinhai en 1911 y el final de la dinastía Qing, el Movimiento del Cuatro de Mayo intentó abolir por completo las antiguas instituciones y prácticas imperiales de China (como el antiguo sistema de exámenes civiles). Hubo dos grandes tendencias filosóficas durante este período. Una era anti-tradicional y promovía las ideas occidentales. Una figura clave de esta corriente anti-tradicional fue Yan Fu (1853-1921), quien tradujo varias obras filosóficas occidentales, como La riqueza de las naciones, y Sobre la Libertad. A comienzos del siglo XX hubo intentos de incorporar las ideas occidentales de la democracia y el republicanismo a la filosofía política china, especialmente por Sun Yat-Sen (1866-1925). Otro influyente filósofo chino moderno fue Hu Shi, que era estudiante de John Dewey en la Universidad de Columbia y que promovió una forma de pragmatismo.
Mientras tanto, los tradicionalistas buscaban revivir y fortalecer las escuelas filosóficas tradicionales chinas. El pensamiento budista chino fue promovido por pensadores como Yang Rensan y Ou-Yang Jingwu, mientras que otro movimiento influyente es el Nuevo Confucianismo (chino: 新 儒家, pinyin: xīn rú jiā). El nuevo confucianismo es un renacimiento tradicionalista del pensamiento confuciano en China que comenzó en el siglo XX. Los nuevos confucianos clave de la primera generación son Xiong Shili y Fung Youlan. La segunda generación (1950-1979) incluye individuos como Tang Junyi, Mou Zongsan y Xu Fuguan, los tres estudiantes de Xiong Shili. Junto con Zhang Junmai, la segunda generación publicó el Nuevo Manifiesto Confuciano en 1958.
La influencia del marxismo en el pensamiento político chino moderno es enorme, especialmente a través del trabajo de Mao Zedong, el pensador más famoso de la filosofía marxista china y líder revolucionario del Partido Comunista de China del siglo XX. El maoísmo es una filosofía marxista china basada en sus enseñanzas. Se basa parcialmente en las teorías anteriores de Marx y Lenin, pero rechaza el énfasis del proletariado urbano y leninista en la industrialización pesada en favor de una revolución apoyada por el campesinado, y una economía agraria descentralizada basada en muchas granjas colectivamente trabajadas. El actual gobierno de la República Popular de China sigue defendiendo una forma pragmática de socialismo como su ideología oficial de partido que llama socialismo con características chinas. Cuando el Partido Comunista de China asumió el reinado, las escuelas de pensamiento previas como el taoísmo y el confucianismo (excepto el legalismo) fueron denunciadas como atrasadas y luego purgadas durante la violencia de la Revolución Cultural que vio destruidos muchos templos e instituciones taoístas y budistas.
Desde la era radical de la Revolución Cultural, el gobierno chino se ha vuelto mucho más tolerante con la práctica de las creencias tradicionales. La Constitución de 1978 de la República Popular China garantiza la «libertad de religión» con varias restricciones. Se ha permitido que se establezcan o restablezcan instituciones espirituales y filosóficas, siempre que no se perciban como una amenaza para el poder del partido. Además, esas organizaciones están muy controladas. Las influencias del pasado todavía están profundamente arraigadas en la cultura china.